# Маргаритис, Георгиос
Георгиос Маргаритис (греч.  Γεώργιος Μαργαρίτης; Смирна, 1814 — Афины, 1884) — греческий художник 19-го века

## Биография

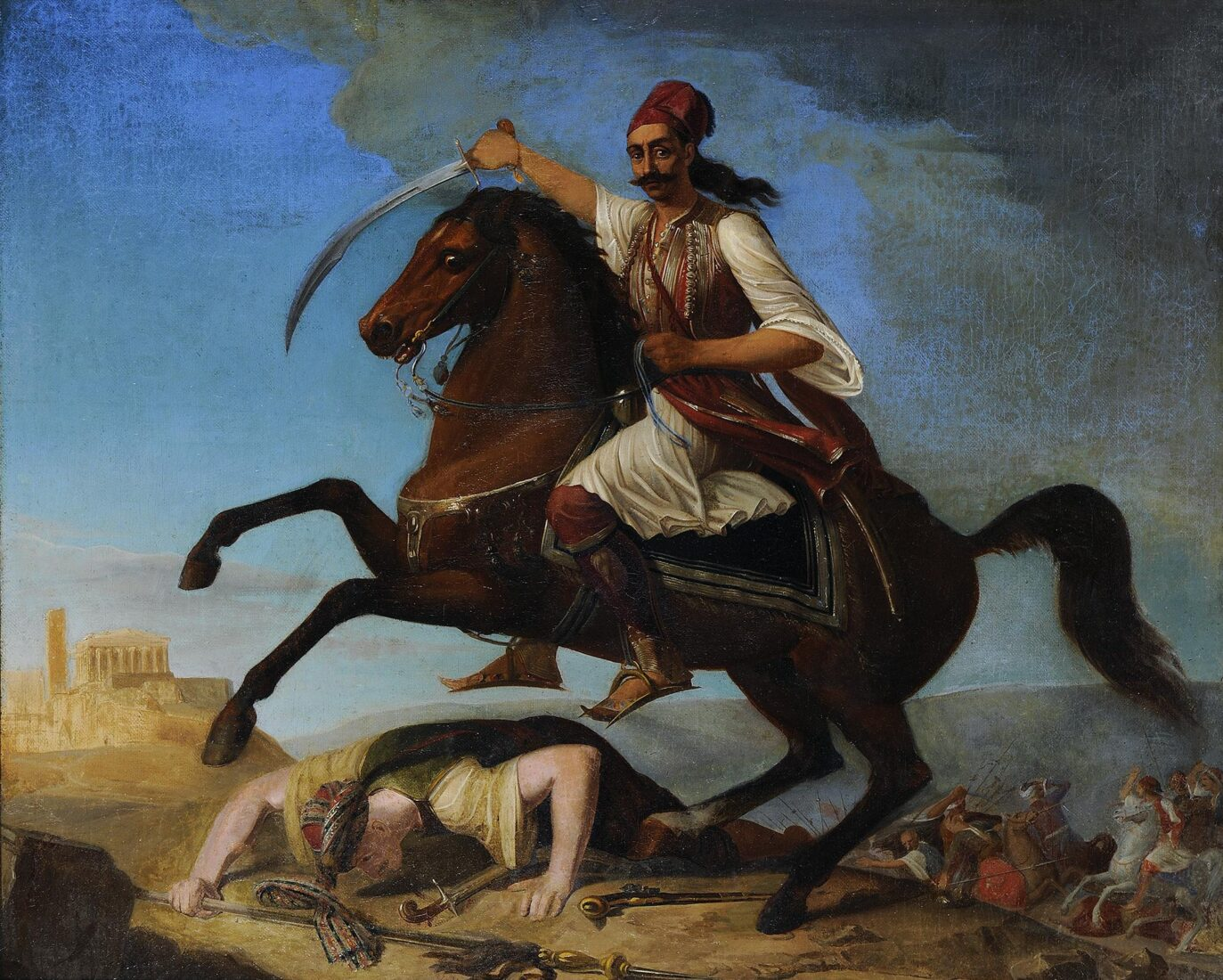
Георгий Караискакис, атакует у Афинского Акрополя. (1844).

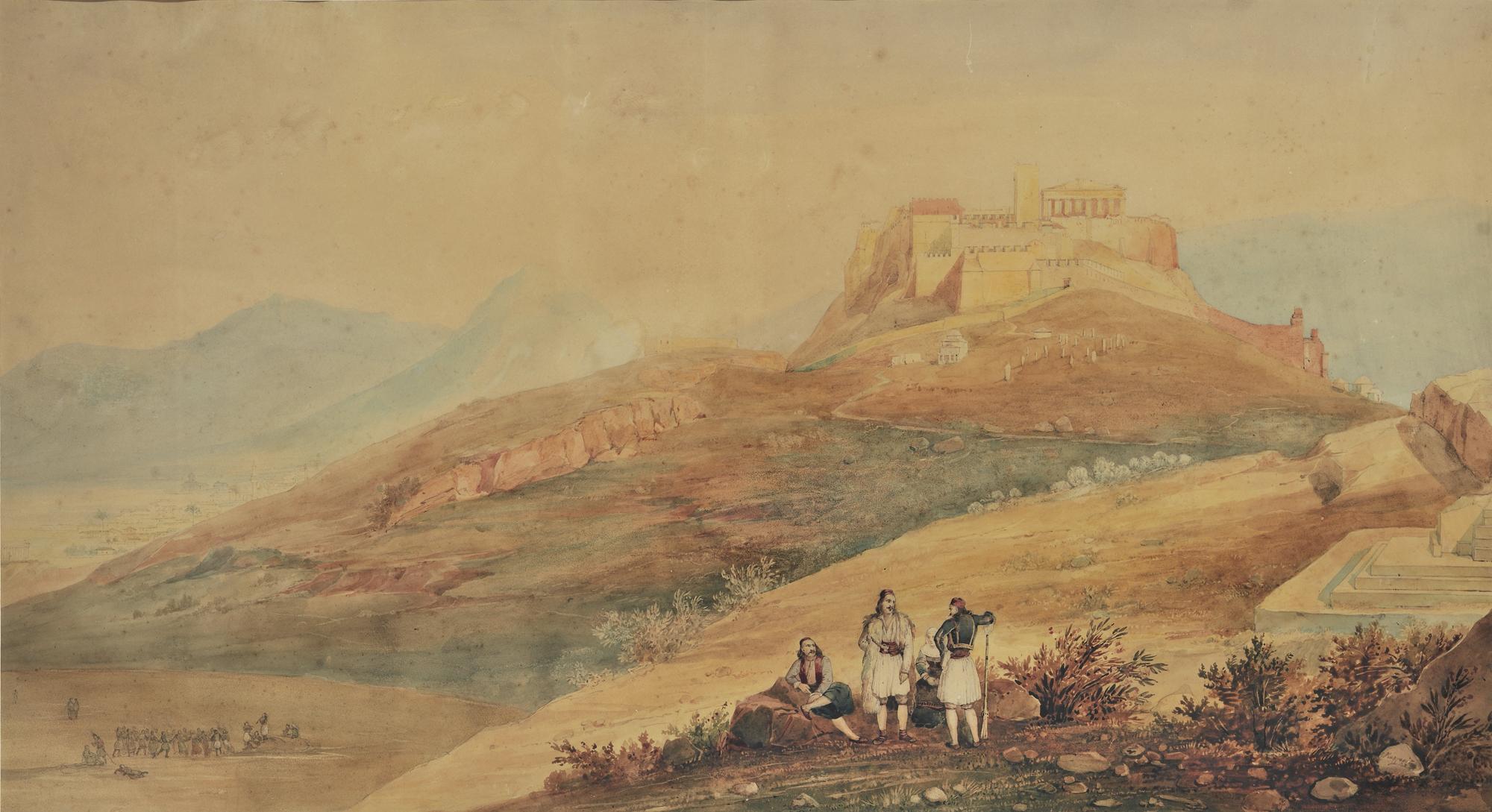
Вид на Афинский Акрополь (1845)

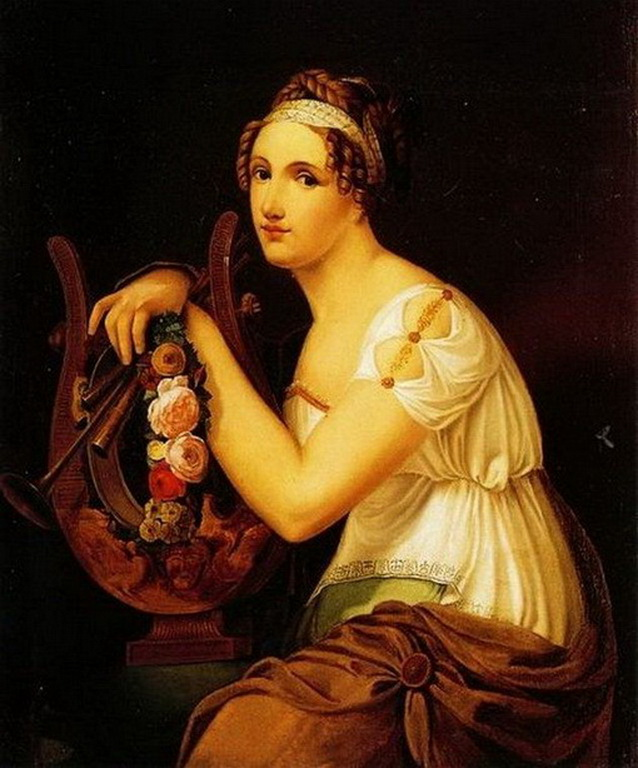
Муза Эвтерпа

Георгиос Маргаритис родился в 1814 году в Смирне, нынешний Измир. Отец его, Филлипос Маргаритис, был членом тайного греческого революционного общества Филики Этерия. В семье было ещё 5 детей, из которых Филиппос впоследствии также стал известным художником и первым фотографом Греции. С началом Греческой революции 1821 года семья бежала от резни греков учинённой турками в Смирне и нашла убежище на острове Псара. В дальнейшем семья переселилась в Рим.
Георгиос учился в Париже живописи и литографии. В 1836 году, вернувшись в возрождённое в результате Освободительной войны греческое государство, был назначен первым преподавателем живописи в Военное училище эвэлпидов.
Одновременно Георгиос Маргаритис организовал своё художественное ателье, где установил также литографическое оборудование.
В этом ателье обосновался и его брат Филипп, после возвращения в Грецию в 1837 году.
Вместе братья создали первое фотографическое ателье в Афинах, став пионерами фотографического искусства в Греции.
С 1843 по 1853 год Георгий Маргаритис преподавал живопись в «Школе искусств». Многие из его произведений были посвящены Освободительной войне.
Георгиос Маргаритис был подвержен духу неоклассицизма, исполнял портреты героев и сцены Революции с явной тенденцией идеализации. В числе этих работ «Караискакис атакует у Афинского Акрополя» и «Ранение Караискакиса», за которую художник получил серебряную медаль в 1870 году на художественной выставке «Олимпия».
Вместе с братом, Георгиос Маргаритис расписал стены в королевском дворце, включая тронный зал.
Художник умер в Афинах в 1884 году.